# Agerbæk
Agerbæk er en by i Sydvestjylland med 1.309 indbyggere  (2024), beliggende 21 km sydvest for Grindsted, 29 km nordøst for Esbjerg, 32 km nordvest for Vejen og 24 km øst for Varde. Byen hører til Varde Kommune og ligger i Region Syddanmark.
Agerbæk hører til Agerbæk Sogn, som blev udskilt af Fåborg Sogn 1. november 1994. I den sydøstlige ende af byen ligger Agerbæk Kirke, som blev indviet i 1929.

## Faciliteter
Agerbæk-Starup Skoles afdeling i Agerbæk har 256 elever, fordelt på 0.-9. klassetrin. På 7.-9. klassetrin er det inklusive eleverne fra Starup-afdelingen i Tofterup, hvor der kun er undervisning til 6. klasse. Skolen har SFO og klub i begge byer. Agerbæk-Starup Skole har tilsammen 69 ansatte. Agerbæk Børnehus er vuggestue og børnehave med plads til 74 børn. Byen har 12 kommunale dagplejere.
Idrætsforeningen Agerbæk SF tilbyder badminton, fodbold, gymnastik, håndbold, mountainbike, petanque og tennis. 6 km vest for Tofterup ligger Fritidscentret Helle Hallen med 3 haller, svømmehal, mødelokaler, fitness mv. Centret blev opført midt i Helle Kommune, som Fåborg Sogn og dermed Agerbæk Sogn hørte til i 1966-2006. Helle Kommunes plejecenter blev placeret i Tofterup.
Agerbæk Hotel har en stor sal til 200 personer og en mindre til 150. De kan slås sammen og rumme et arrangement med 250 personer. Hotellet har også værelser.
Agerbæk har købmand, bager, pizzeria, grillbar, lægehus, bibliotek med borgerservice, byggemarked og flere andre specialforretninger. Sydtrafiks linje 144 giver byen busforbindelse med Esbjerg, Grindsted og Billund.

## Historie
Agerbæk var i ældre tid en hedelandsby. I 1682 bestod den af 5 gårde. Det samlede dyrkede areal udgjorde 172,6 tønder land skyldsat til 22,85 tønder hartkorn. Dyrkningsformen var græsmarksbrug med tægter.
I 1904 beskrives Agerbæk meget kort: "Agerbæk med Skole;" Sognets hovedby Faaborg havde missionshus, forsamlingshus, telefoncentral og kro. På det høje målebordsblad fra 1800-tallet er Agerbæk et område, der ud over skolen kun rummer en smedje og et par spredte gårde.

### Stationsbyen
Agerbæk fik i 1916 jernbanestation på Diagonalbanen, som i 1920 blev fuldt udbygget mellem Randers og Esbjerg. På det lave målebordsblad, som er tegnet efter åbningen af banen, har Agerbæk fået forsamlingshus (det nuværende hotel) og mejeri.
Agerbæk kunne være blevet jernbaneknudepunkt. En Esbjerg-Agerbæk Jernbane var taget med i Jernbaneloven af 20. marts 1918, men som de fleste andre projekter i denne lov blev det ikke realiseret.
Diagonalbanen indstillede persontrafikken i 1971, men fortsatte som godsbane mellem Bramming og Grindsted indtil 2012. Godsbanens formål blev at betjene Grindstedværket, så der var ikke ekspedition i Agerbæk. "Veterantog Vest" under Dansk Jernbane-Klub anlagde træperroner og kørte veterantog mellem Bramming og Grindsted indtil sporet blev lukket. Skinnerne ligger der endnu, men sporet er stedvis tilgroet. Foreningen Agerbæk Udvikling ønsker jernbanen fjernet.
Stationsbygningen er bevaret på Jernbanegade 25.

### Folketal
| 1921 | 1925 | 1930 | 1935 | 1940 | 1945 | 1950 | 1955 | 1960 | 1965 |
| ---- | ---- | ---- | ---- | ---- | ---- | ---- | ---- | ---- | ---- |
| 283  | 267  | 359  | 426  | 480  | 580  | 621  | 596  | 693  | 804  |

I 1930 var befolkningens fordeling efter næringsveje følgende: 15 levede af landbrug, 197 af håndværk og industri, 45 af handel, 45 af transport, 8 af immateriel virksomhed, 36 af husgerning, 22 var ude af erhverv og 1 havde ikke angivet indtægtskilde.